# Dorian Dervite
Dorian Dervite est un joueur professionnel de football né le 25 juillet 1988 à Lille. Il a été international chez les moins de 16, 17, 18, 19 et les moins de 20 ans.

## Biographie

### Tottenham
Au 1er juillet 2006, il rejoint le club anglais de Tottenham. Ce joueur au physique solide (1,93 m pour 88 kg) est un défenseur formé au sein du centre de formation lillois, mais n'a jamais joué en équipe première à Lille.
C'est un joueur qui a passé l'essentiel de sa carrière dans les championnats anglais  et qui est habituée aux combats de la Championship et League One aux matchs intenses dans des saisons marathons.
Il dispute son premier match professionnel en équipe première de Tottenham fin 2006 en Cup contre Port Vale (victoire 2-1), où sa prestation remarquée lui laisse entrevoir la possibilité d'être régulièrement appelé en équipe première.
Il est sérieusement blessé au genou droit (rupture des ligaments) en janvier 2007 dans un match amical contre Norwich, il est absent des terrains pendant environ 9 mois.
Il reprend l'entrainement début octobre 2007, et dispute ses premiers matchs avec la réserve en avril 2008. Il fait son retour dans l'équipe première en novembre 2008 dans le match UEFA contre le Dinamo Zagreb. Dervite ne rentre pas lors de la victoire 4-0 mais il réapparaît dans la liste des joueurs de l'équipe première.
En janvier 2009, il est prêté à Southend United. En 3 mois, il aide le club à passer de la 17e à la 8e place, élu 2e meilleur joueur de la saison à Southend  et est élu dans l'équipe type de League One. Il est particulièrement apprécié par les fans pour son engagement, son calme et son efficace simplicité de jeu.
Ces performances lui valent un retour en Équipe de France Espoirs en mars, il dispute 2 matchs titulaires contre l'Estonie (3-0) et l'Angleterre (2-0), ainsi qu'au tournoi de Toulon avec des prestations remarquées.

### Villarreal
Le Montpellier Héraut Sporting Club et le Racing Club de Lens tentent de le recruter pour jouer la saison 2010-2011 en Ligue 1, mais il choisit finalement le club espagnol de Villarreal. Il y jouera en équipe réserve qui évolue en deuxième division espagnole. 

### Charlton
Il retourne en Angleterre  et son championnat plus "direct", en Championship (la deuxième division anglaise) et Charlton Athletic en août 2012.

### Bolton
Il y reste 2 saisons et joue 75 matchs. Il quitte le club, en laissant un excellent souvenir aux supporters, pour rejoindre les Bolton Wanderers. Il y joue 3 saisons. En 2016, le club descend en League one mais remonte immédiatement la saison suivante (2017). Dorian Dervite ne joue que la seconde partie du championnat mais ses prestations furent remarquées et son retour coïncide avec une série impressionnante de 9 matchs sans défaites qui permettent aux Wanderers de grimper et de finir à la deuxième place. La défense de Bolton finit meilleure défense du championnat avec le record défensif de la League de 36 buts en 46 matchs.

### Charleroi
Le 23 juillet 2018, Dorian Dervite signe un contrat de deux saisons plus une en option au Sporting de Charleroi en Jupiler Pro League.
N'ayant que très peu de temps de jeu depuis son arrivée (45 minutes jouées), il est prêté pour 6 mois dans le club néerlandais du NAC Breda le 31 janvier 2019.

### Doxa Katokopias
Revenu de son prêt, il quitte définitivement le Sporting de Charleroi le 12 juillet 2019 et signe dans le club chypriote de Doxa Katokopias.

### Retour en Belgique
Le 27 juillet 2020, il revient en Belgique en signant au KSV Roulers. Mais à la suite de la faillite du club le 11 septembre 2020, il est libéré et est à ce jour sans club.
Le 30 octobre 2020, il s'engage au RAEC Mons.
Le 26 Juillet 2022 il s'engage au R. Dottignies Sport.